# Lamsenspitze
De Lamsenspitze is een 2508 meter hoge bergtop in het Karwendelgebergte in de Oostenrijkse deelstaat Tirol. De berg heeft een markante oostflank, gelegen boven de Lamsenjochhütte (1953 meter), maar is makkelijk bereikbaar via de zuidzijde. In de oostelijke wand is een oefenterrein voor bergbeklimmers aangelegd.
Vanaf de Lamsenjochhütte voert een relatief makkelijke klimtocht via de Lamsscharte en Turnerrinne naar de top. Het dragen van een helm wordt hierbij aanbevolen, aangezien de kans op steenslag vrij groot is. De Lamsenjochhütte kan zowel vanuit het Falzthurhtal bij Pertisau als vanuit de Großer Ahornboden bij het alpenweidedorp Eng worden bereikt.